# Букан
Букан (на персийски: بۆکان) е град в Иран, провинция Западен Азербайджан. При преброяването от 2012 г. има 171 773 жители.
Жителите му говорят предимно кюрдски език.
Като се вземе предвид историята на района, и в съответствие с археологическите открития, от ранни времена Букан е населен от племена, които обитават подножието на Загроската планинска верига. Археологически, най-старите останки, които са възстановени са от могилите Гарагуз, Нахит и Гаракенд. По времето на династия Каджар са възстановени повече от 150 обекта в Букан.

## История
Букан е столица на цивилизацията Маннея от преди около 3000 години под името Изерту. Тази цивилизация се заселва в кюрдския регион в северозападната част на Иран. Те носят изкуството на правене на гланцирани тухли. Тухлите са с цветни рисунки, които остават непокътнати след близо 3000 години. Някои екземпляри от тях се намират в Музея на Източните древни тухли в Токио.

## География
Букан се намира на юг от езерото Урмия на около 1300 метра над морското равнище, в провинция Западен Азербайджан. Градът се намира на източния бряг на река Симине, известна сред местните като Коми Букан, на пътя между Саке и Миандоаб.

### Население
Населен е с кюрди, които говорят сорани, диалект на кюрдския език. Провинциалното население се занимава със земеделие (пшеница, ечемик и други зърнени култури, захарно цвекло, тютюн), градинарство и животновъдство. В миналото съществува и еврейска общност от около 70 семейства.

### Религия
През ноември 1996 г. 94% от населението на града са мюсюлмани. Предимно сунити.
От 1949 г. до 1952 г. стотици евреи се заселват в града. В наши дни повече от 150 000 кюрдски евреи, живеят в Израел.

## Замък Сардар
През 1247 г. Сардар Азиз Хан Мукри от област Сардащ построява замък в близост до големия язовир на града. Замъкът носи името на своя основател. Построен е на върха на хъм и е висок 13 метра, основните строителни материали са тухли и греди.
През 1325-1351 г. замъкът се превръща в полицейското управление, поща и училище. Разрушен е напълно през 1361 г. и е заменен с новопостроена сграда, която се използва като станция Басидж.